# Ídolo de Zonzamas

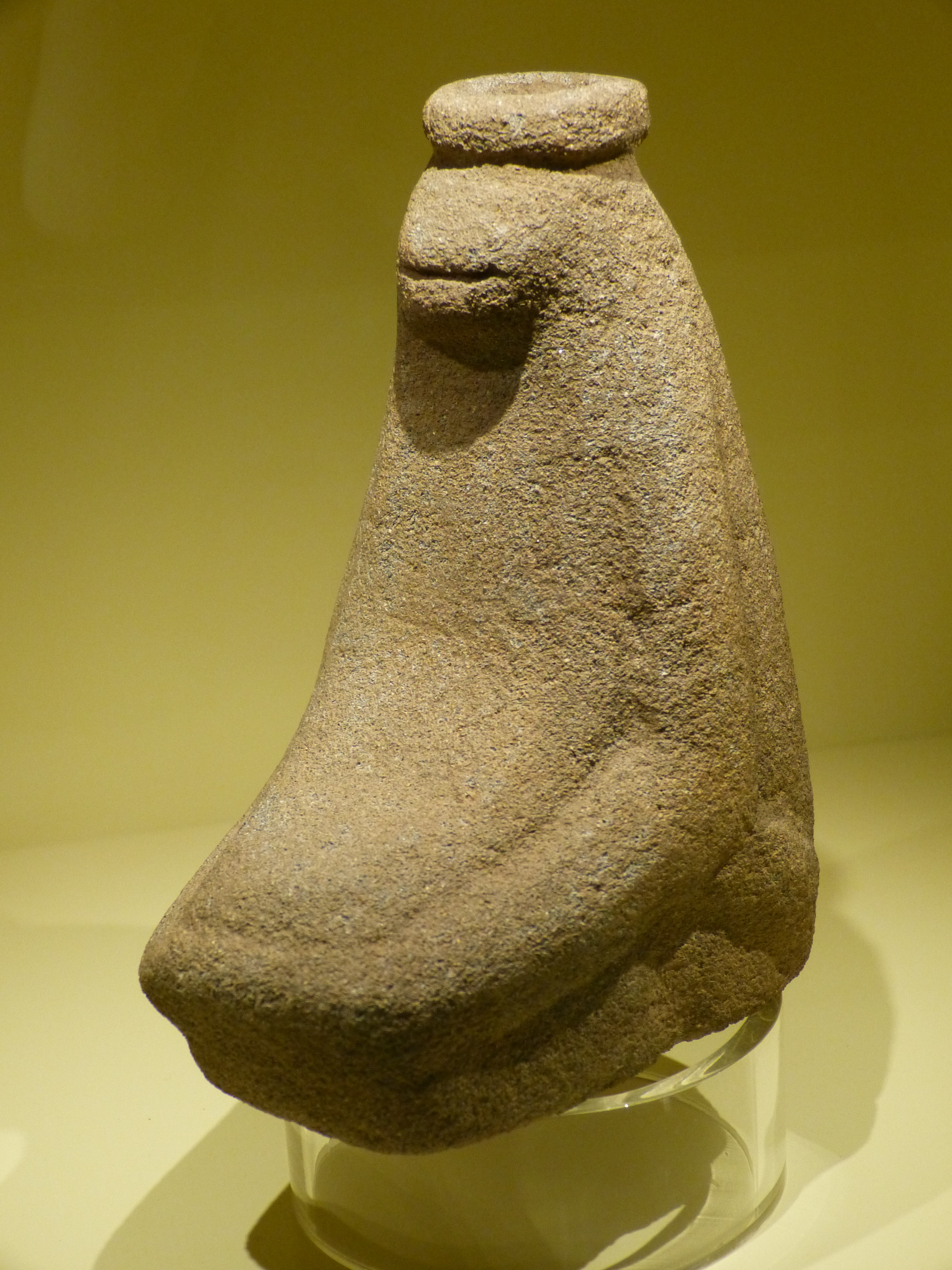
Réplica del Ídolo de Zonzamas que se encuentra en el Museo de la Naturaleza y el Hombre en Tenerife.

El Ídolo de Zonzamas es una estatuilla antropomorfa asexuada, aunque probablemente femenina, de la cultura prehispánica de los majos de Lanzarote. Destaca por sus exclusivas características de depuración estética. Fue encontrada en el poblado prehispánico de Zonzamas en el municipio de Teguise, en dicha isla de Canarias. 

## Características
Se trata de una figura de 13 centímetros de altura, coronada, en posición de sentada sobre los talones, con los brazos extendidos y apoyados sobre las piernas. Está fabricada con basalto de color gris, con base trapezoidal de 9,5 centímetros de largo por 5,2 centímetros de ancho medio. El ídolo guarda cierta similitud con algunas estatuillas del área púnica, por lo que para algunos investigadores sería una obra importada. Si bien otros sostienen que es una escultura realizada por los antiguos pobladores de la isla de Lanzarote, los majos.

## Historia
La figura se excavó en una campaña arqueológica de 1981, en el estrato II del denominado Recinto IV. Tras su descubrimiento, la pieza fue depositada en la Caja Fuerte del Área de Educación y Cultura del Cabildo de Lanzarote hasta que en 2018 pasó a ser una de las piezas del nuevo Museo Arqueológico de Lanzarote, ubicado en Arrecife.